# 鑑画会
鑑画会（かんがかい）は、明治時代初期の美術団体。

## 概要
明治初期の急激な欧化の結果、従来の美術作品は価値を落とし作家も需要を失って窮乏していた。このような状況で明治11年（1878年）に発足したのが、美術の保存・振興を目的とした「龍池会」であった。しかし龍池会の重要なブレーンであったフェノロサは、狩野芳崖を通じて和洋折衷の新しい日本画の創出を目指すようになり、龍池会の内部での対立を生み出した。この結果、同17年（1884年）に九鬼隆一や岡倉覚三（天心）、今泉雄作ら文部省組が離反して新たに発足させたのが「鑑画会」である。
その主な活動はフェノロサによる古美術の鑑定や同時代作品の展覧会であったが、特に従来の画派の制約に縛られない制作を奨励し、その中で評価を高めたのが狩野芳崖と橋本雅邦であった。その運動は明治20年（1887年）の東京美術学校の設立（授業開始は2年後）へと結実し、その結果として鑑画会は自然消滅した。

## 出品作家
- 安藤広近、飯島光峨、石渡玉壷、江口親雄、遠藤広宗、大久保一岳、岡不崩、岡倉秋水、尾形月耕、加藤竹斎、金子玉淵、狩野勝玉、狩野忠信、狩野友信、狩野芳崖、木村立嶽、小林永濯、芝永章、下村観山、菅原白龍、鈴木華邨、高橋応真、瀧村弘方、端館紫川、橋本雅邦、古屋古翫、本多天城、前田錦楓、三島蕉窓、村瀬玉田、山内綾岡、山田成章、山本松渓、結城正明、渡辺省亭の35名